# خرگوش بی‌دم هیمالیا
خرگوش بی‌دم هیمالیا (نام علمی: Ochotona himalayana) نام یک گونه‌ای از پستانداران از سرده خرگوش بی‌دم است. این پستاندار کوچک در بلندی‌های مناطق دورافتاده در تبت و همچنین احتمالاً در نپال زندگی می‌کند.
اتحادیه جهانی حفاظت از طبیعت (IUCN) وضعیت بقای این گونه را «کمترین نگرانی» ذکر کرده‌است.